# 4489 Dracius
4489 Dracius è un asteroide troiano di Giove del campo greco. Scoperto nel 1988, presenta un'orbita caratterizzata da un semiasse maggiore pari a 5,2014877 au e da un'eccentricità di 0,0614768, inclinata di 22,22383° rispetto all'eclittica.
L'asteroide è dedicato a Dracio, comandante degli Epei, alleati dei greci.